# Centro de Informação Geoespacial do Exército
O Centro de Informação Geospacial do Exército (CIGeoE) MHSE • MHIH • MHA é o orgão de base do Exército Português responsável pelas atividades geográficas, cartográficas e de informação geospacial.
Compete ao CIGeoE desenvolver produtos no domínio da informação digital, informação impressa, fotografia cartográfica e publicações. A produção cartográfica tem como magnum opus a Carta Militar de Portugal à escala 1:25 000. O instituto oferece ainda serviços em linha, destacando-se o serviço de informação geográfica IGeoE-SIG, que permite visualizar na Internet toda a informação sobre Portugal Continental e regiões autónomas produzida pelo CIGeoE.
O CIGeoE também contribui para a componente operacional do sistema de forças, com a sua Unidade de Apoio Geográfico das Forças de Apoio Geral do Exército Português.

## História
O atual Centro de Informação Geoespacial do Exército foi criado pelo Decreto n.º 21904 de 24 de novembro de 1932, como Serviços Cartográficos do Exército (SCE). Os Serviços Cartográficos do Exército tiveram a sua designação alterada para Instituto Geográfico do Exército (IGeoE) em 1993, através do Despacho Ministerial 72/MDN/93 de 30 de junho. Em 2015, foi adotada a designação atual.
Até à criação dos Serviços Cartográficos do Exército, os trabalhos de cartografia militar em Portugal foram levados a cabo por diversos órgãos, como o Real Arquivo Militar (criado em 1802) e a Secção de Cartografia Militar do Estado-Maior do Exército (criada em 1911).

## Distinções
- Desde 9 de junho de 1999 é Membro-Honorário da Ordem do Infante D. Henrique (como Instituto Geográfico do Exército)[1]
- Desde 1 de fevereiro de 2006 é Membro-Honorário da Ordem Militar de Sant'Iago da Espada (como Instituto Geográfico do Exército) [1]
- Desde 31 de maio de 2018 é Membro-Honorário da Ordem Militar de Avis (como Centro Geoespacial do Exército) [2]